# Alex Harvey
Alex Harvey (*7. září 1988 Saint-Ferréol-les-Neiges, Québec, Kanada) je kanadský reprezentant v běhu na lyžích. Je dvojnásobným mistrem světa. V Oslo 2011 vyhráli spolu s krajanem Devonem Kershawem sprint dvojic, v Lahti 2017 pak triumfoval na trati 50 km volně. Kromě toho je držitelem ještě jedné stříbrné a dvou bronzových medailí.

## Kariéra
Na MS 2009 v Liberci doběhl se štafetou na 5. místě, ve skiatlonu na 30 km skončil 22., ve sprintu 28. a na 15 km klasicky na 36. místě.
Na ZOH 2010 ve Vancouveru vybojovali spolu s krajanem Devonem Kershawem ve sprintu dvojic čtvrté místo. To je zatím stále nejlepší výsledek kanadských mužů v běžeckých disciplínách na olympijských hrách. S kanadskou štafetou skončil v závodě na 4 × 10 km sedmý.
Na MS 2011 v norském Oslu na trati 30 km skiatlon dlouho běžel v samostatném úniku, 2 km před cílem však byl dostižen a nakonec skončil na 13. místě. O tři dny později vyhráli spolu s Devonem Kershawem sprint dvojic. Na trati 50 km volně doběhl pátý, když jej 3 km před cílem v občerstvovací zóně zbrzdil pád.
Na Tour de Ski 2011/12 doběhl druhý v 8. etapě, závodu na 20 km klasicky s hromadným startem. Na Tour de Ski 2013/14 zaznamenal tři pódiová umístění, včetně vítězství v prologu – 4,5 km klasicky. Na MS 2013 v italském Val di Fiemme skončil třetí ve sprintu, pouze 0,1 sekundy za vítězným Petterem Northugem. V celkovém hodnocení Světového poháru 2013/14 skončil třetí, když zaznamenal celkem šést pódiových umístění, z toho tři výhry: v Oberhofu, Szklarské Porębě a ve Falunu.
Na ZOH 2014 v ruském Soči byla jeho nejlepším výsledkem 12. místa ze sprintu dvojic a ze štafety.
Na MS 2015 ve švédském Falunu vybojoval stříbro ve sprintu klasicky a bronz ve skiatlonu na 30 km.
Na MS 2017 ve finském Lahti triumfoval na trati 50 km volně, jako vůbec první Severoameričan za celou historii disciplíny na MS od roku 1925.

## Rodina
Jeho otec Pierre Harvey reprezentoval Kanadu na olympijských hrách jak v cyklistice (1976 a 1984), tak v běhu na lyžích (1984 a 1988).